# Кропани (Курганская область)
Кропани — село в Кетовском районе Курганской области. Входит в состав Новосидоровского сельсовета.

## История
До 1917 года входила в состав Мало-Чаусовской волости Курганского уезда Тобольской губернии. По данным на 1926 год деревня Хохловатики состояла из 36 хозяйств. В административном отношении входила в состав Новосидоровского сельсовета Курганского района Курганского округа Уральской области.

## Население
| 1989 | 2002 | 2010 |
| ---- | ---- | ---- |
| 486  | ↗606 | ↗621 |

По данным переписи 1926 года в деревне проживало 160 человек (82 мужчины и 78 женщин), в том числе: русские составляли 100 % населения.